# Останек, Уолтер
Уолтер Останек (англ. Walter Ostanek, имя при рождении Ладислав Джон Останек, англ. Ladislav John Ostanek) — канадский аккордеонист и композитор, специализировавшийся на исполнении и аранжировке полек. Известен как «канадский король польки», трехкратный лауреат премии «Грэмми» (1992—1994) за лучший альбом полек, член Международного зала славы польки (Чикаго, 1983) и Национального зала славы кливлендской польки (Огайо, 1988), обладатель звезды на Аллее славы Канады (2001), кавалер ордена Канады (1999).

## Биография
Родился в 1935 году в Дюперке под Руэном (Квебек) в семье выходцев из Югославии. В детстве переехал с семьей в Сент-Катаринс (Онтарио). С девяти лет играл на кнопочном аккордеоне, а с двенадцати — на инструменте с фортепианной клавиатурой.
Будучи поклонником американского музыканта Фрэнки Янковика, исполнителя полек в стиле кантри, в 16 лет сформировал свой первый ансамбль, игравший музыку в том же стиле. В 18 лет присоединился к группе Canadian Ranch Boys, которую возглавлял скрипач-фиддлер Эбби Эндрюс. С этим коллективом выступал до 1955 года, в 1957 году сформировал новый ансамбль, специализировавшийся на исполнении так называемых кливлендских, или словенских, полек. В этом качестве позже стал известен как «король канадской польки», деля этот титул с Габи Хаасом из Эдмонтона. Помимо классических полек, занимался аранжировкой эстрадных мелодий, которые также приводил к формату польки. Исполнял также классическую музыку кантри, в том числе в сотрудничестве с Грэмом Таунсендом.
Дебютный альбом ансамбля Walter Ostanek Band, Gay Continental Dance Party, вышел в 1963 году; с этого времени Останек записал более 50 альбомов. В 1970-е и 1980-е годы группа совершала туры по разным странам, включая Австрию и Италию. Помимо живых выступлений и записи альбомов, Останек также вел телевизионные передачи: вначале Polka Party на местном канале CHCH (Гамильтон), а с 1975 по 1989 год Polka Time на канале CKCO (Китченер), периодически появляясь на американском телевидении с Фрэнки Янковичем, в том числе в шоу Фила Донахью и Джонни Карсона. Он также был ведущим музыкальных программ на многих радиостанциях в районе Ниагары и выступал в американской программе Grand Ole Opry.
Начиная с 1986 года, Останек номинировался на премию «Грэмми» в общей сложности 21 раз и в 1992—1994 годах трижды подряд завоевал эту премию за лучший альбом полек. В 1983 году стал членом Международного зала славы польки (Чикаго), в 1988 году — членом Национального зала славы кливлендской польки (Огайо). В 1999 году произведен в кавалеры ордена Канады, входил в число награжденных медалями Золотого и Бриллиантового юбилеев королевы Елизаветы II. В 2001 году стал обладателем звезды на Аллее славы Канады.